# Puente de Domingo Flórez (kommunhuvudort)
Puente de Domingo Flórez är en kommunhuvudort i Spanien.   Den ligger i provinsen Provincia de León och regionen Kastilien och Leon, i den nordvästra delen av landet, 300 km nordväst om huvudstaden Madrid. Puente de Domingo Flórez ligger 369 meter över havet och antalet invånare är 1 829.
Terrängen runt Puente de Domingo Flórez är huvudsakligen kuperad, men österut är den bergig. Puente de Domingo Flórez ligger nere i en dal. Runt Puente de Domingo Flórez är det mycket glesbefolkat, med 4 invånare per kvadratkilometer. Närmaste större samhälle är O Barco de Valdeorras, 13,9 km väster om Puente de Domingo Flórez. I omgivningarna runt Puente de Domingo Flórez växer i huvudsak barrskog.